# 의정부 망월사 천봉선사탑비
망월사 천봉선사 탑비(望月寺 天峰禪師 塔碑)는 대한민국 경기도 의정부시 호원1동에 있는, 조선 후기의 승려인 천봉선사 태흘(1710∼1793)의 탑비이다. 1985년 9월 20일 경기도의 문화재자료 제67호로 지정되었다.

## 개요
조선 후기의 승려인 천봉선사 태흘(1710∼1793)의 탑비로, 옆에는 그의 사리를 모신 부도(경기도문화재자료 제66호)가 함께 자리하고 있다.
태흘 선사는 16세에 유덕사라는 절에 들어가 명탁의 제자가 되었다. 20세 때 우점에게 배운 뒤 여러 곳에서 참선하였으며 백전 호국사에 들어가 풍계선사의 뒤를 이었다. 입적한 다음해에 호국사, 월정사, 망월사 등에 선사의 사리탑을 세웠다.
비는 네모난 받침돌 위에 비몸을 세우고 지붕돌을 얹은 간단한 모습이다. 조선 정조 21년(1797)에 비를 세워 놓았으며, 비문은 이충익이 글을 짓고 글씨를 썼는데, 단아한 필체가 돋보인다. 비의 뒷면에는 그의 동문과 제자 및 신도들의 이름이 적혀 있다.

## 같이 보기
- 망월사
- 의정부 망월사 천봉당 태흘탑

## 참고 문헌
- 망월사천봉선사탑비 - 국가유산청 국가유산포털